# 김정익
김정익(1977년 11월 10일 ~ )은 대한민국의 배우이다.

## 연기 활동

### 영화
- 2007년 어머니는 죽지 않는다 : 간부 2 역

### 연극
체인지, 간사지

### 뮤지컬
- 명성황후. 처용, 한여름밤의 꿈